# Vanilla Fudge
Vanilla Fudge è un gruppo musicale statunitense di rock psichedelico e hard rock fondato nel 1966 a New York. Ne furono fondatori: Tim Bogert (basso), Carmine Appice (batteria), Mark Stein (tastiere) e Vince Martell (chitarra).

## Storia
Costituitisi col nome di Pigeons, assunsero quello definitivo Vanilla Fudge nel 1966; i membri della formazione, grandi ammiratori dei Beatles, eseguirono in modo del tutto personale delle cover di Ticket to Ride ed Eleanor Rigby, ma il grande successo arrivò con una versione dura e psichedelica di You Keep Me Hangin' On, brano inciso la prima volta dalle Supremes.
Un'altra cover che li ha consegnati alla storia della musica moderna è quella di Some Velvet Morning, un brano morbido originariamente composto da Lee Hazlewood ed eseguito dall'autore in duetto con Nancy Sinatra. Il gruppo ne dà un'interpretazione personalissima, decisamente psichedelica e portata alla ricerca di sonorità estremamente stridenti con l'originale e che ne fanno un sorta di manifesto della psichedelia. Di quel periodo è anche una personalissima interpretazione di Bang Bang (My Baby Shot Me Down), scritta da Sonny Bono per la moglie Cher, la quale nel 1966 ne fece un successo mondiale: tale brano in Italia fu reso celebre dall'Equipe 84.
In tempi più recenti, nell'album Out Through the In Door, la band ha reinterpretato alcuni famosi brani dei Led Zeppelin. Degne di nota anche reinterpretazioni in chiave moderna di brani di successo di musica classica.

## Stile musicale
I Vanilla Fudge hanno spaziato fra diversi stili musicali: quando ancora il gruppo si chiamava "Electric Pigeons" eseguiva brani di matrice blues; in sèguito, quando si chiamò semplicemente "Pigeons", influenzati dai Vagrants (che sarebbero diventati presto i Mountain), si convertì a sonorità più dure. Quando la band assunse il nome attuale "Vanilla Fudge", essa mosse i primi passi in una miscela di rock sinfonico e rock psichedelico, incidendo una peculiare cover di successo di You Keep Me Hangin' On delle Supremes; l'interpretazione dei Vanilla Fudge, eseguita con un tempo dimezzato rispetto all'originale, vedeva una chitarra in stile indiano e un organo che assumeva sonorità gotiche. La conversione al rock del gruppo fu anche conseguenza dei suoi concerti come band di spalla dei New Yardbirds, che sarebbero presto diventati i Led Zeppelin, della Steve Miller Band e dei Cream nel loro tour d’addio.
Partendo dalle armonie vocali del primo disomogeneo lavoro in cui affiorava il rock psichedelico, nel successivo album, Renaissance, i Vanilla Fudge abbandonarono le sponde commerciali per creare sonorità in cui si incrociavano rock psichedelico e rock progressivo, per poi transitare, in Rock & Roll, a The Windmills of Your Mind, il quale sarebbe stato di ispirazione a Ritchie Blackmore e che è stato considerato dalla critica un incontro fra gli Young Rascals e Tucker dei The Velvet Underground, per giungere infine alla vetta di popolarità portando al successo Some Velvet Morning, tratta dal repertorio del duo canoro Lee Hazlewood-Nancy Sinatra, ma la cui reinterpretazione si discosta decisamente dalla originale leggerezza per assumere un sound roccioso con lineamenti che ricalcavano la psichedelia.

## Formazione

### Formazione attuale
- Carmine Appice - batteria, voce (1966–1970, 1982–1984, 1987–1988, 1991, 1999–2008, 2009-oggi)
- Tim Bogert - basso, voce (turnista)
- Vince Martell - chitarra, voce (1966–1970, 1999–2003, 2005–oggi)
- Mark Stein - voce, tastiere (1966–1970, 1982–1984, 2005, 2006–oggi)

### Ex componenti
- Joey Brennan – batteria (1966)
- Sal D'Nofrio – basso (1970)
- Jimmy Galluzi – batteria (1970)
- Ron Mancuso – chitarra (1982–1984)
- Paul Hanson – chitarra, voce (1987–1988)
- Lanny Cordola – chitarra, voce(1988)
- Derek St. Holmes – chitarra, voce (1991)
- Martin Gerschwitz – tastiere, voce (1991)
- Tom Croucier – basso, voce (1991)
- Bill Pascali – voce, tastiere (1999–2005, 2005–2006)
- Pete Bremy – basso, voce (2002, 2008, 2011, 2012)
- T.M. Stevens – basso (2002)
- Teddy Rondinelli – chitarra, voce (2003–2005)
- Mark Dolfen – batteria (1966–1967)
- Jimmyjack Tamburo – batteria, voce (2008–2009)
- Steve Argy – basso, voce (2008–2009)

## Discografia

### Album in studio
- 1967 – Vanilla Fudge
- 1968 – The Beat Goes On
- 1968 – Renaissance
- 1969 – Near the Beginning
- 1969 – Rock & Roll
- 1984 – Mystery
- 2002 – The Return
- 2007 – Out Through the In Door
- 2015 – Spirit of '67

### Album dal vivo
- 2003 – The Return – Live in Germany Part 1
- 2003 – Rocks the Universe – Live in Germany Part 2
- 2007 – Good Good Rockin' – Live at Rockpalast
- 2008 – Orchestral Fudge

### Raccolte
- 1982 – Best of Vanilla Fudge
- 1991 – The Best of Vanilla Fudge – Live
- 1993 – Psychedelic Sundae – The Best of Vanilla Fudge
- 2003 – The Real Deal – Vanilla Fudge Live
- 2008 – When Two Worlds Collide (live)
- 2010 – Box of Fudge – Rhino Handmade

### Singoli
- 1968 – Where Is My Mind?
- 1968 – You Keep Me Hangin' On
- 1968 – Take Me for a Little While
- 1968 – Season of the Witch
- 1969 – Shotgun
- 1969 – Some Velvet Morning
- 1969 – Need Love
- 1970 – Windmills of Your Mind
- 1984 – Mystery